# Нгуєн Мінь Чієт
Нгуєн Мінь Чієт (в'єт. Nguyễn Minh Triết; нар. 8 жовтня 1942, повіт Бенкат, провінція Біньзионг, Французький Індокитай) — в'єтнамський державний діяч, президент країни з 27 червня 2006 до 25 липня 2011 року.

## Політична кар'єра
У березні 1965 року став членом Комуністичної партії.
- 1960 — листопад 1963 — навчався на математичному факультеті Сайгонського наукового університету.
- вересень 1979 — липень 1981 — навчався у Державному політичному інституті імені Хо Ші Міна.
- грудень 1991 — грудень 1996 — член Профкому, керівник профкому КПВ у провінції Сонгбе.
- січень 2000 — член Політбюро, керівник міськкому КПВ у Хошіміні.
- 27 червня 2006 року був обраний на пост президента В'єтнаму.

## Нагороди
- Національний орден Хосе Марті (Куба, 2009)[1]